# Calle Clark (línea de la Séptima Avenida–Broadway)
La Calle Clark es una estación en la línea de la Séptima Avenida-Broadway del Metro de Nueva York de la división A del Interborough Rapid Transit Company. La estación se encuentra localizada en el Brooklyn Heights, Brooklyn, entre la intersección de la Calle Clark y la Calle Henry. La estación es servida durante las 24 horas por los trenes del Servicio  y en el día y la noche a excepción de las madrugadas por los trenes del Servicio .
Esta es la estación más septentrional de la línea de la Séptima Avenida-Broadway en Brooklyn.